# Roque Carranza
Roque Guillermo Carranza (Córdoba, 29 de septiembre de 1919 - San Miguel, 8 de febrero de 1986) fue un dirigente estudiantil reformista, ingeniero, economista y político argentino, miembro de la Unión Cívica Radical, fundador del Movimiento de Renovación y Cambio, que se desempeñó como secretario técnico de la Conade (Comisión Nacional de Desarrollo) y ministro de Obras y Servicios Públicos de la Nación. Es considerado terrorista por su participación en el atentado de la Plaza de Mayo del 15 de abril de 1953.

## Biografía

### Comienzos
Roque Carranza tuvo militancia universitaria reformista en la Facultad de Ingeniería de la Universidad de Buenos Aires (UBA). Obtuvo el título de ingeniero industrial, especializándose en temas de planeamiento. Durante el gobierno del Presidente Juan D. Perón (1946-1955) mantuvo una posición fuertemente opositora llegando a organizar Comandos Civiles armados con el fin de contribuir al derrocamiento del gobierno peronista. En 1953 fue detenido junto a otros 12 radicales y acusado de organizar el atentado de la Plaza de Mayo del 15 de abril de 1953, durante un acto de la CGT en el que murieron 6 personas (una anciana y cinco trabajadores varones) y quedaron 95 heridos (entre ellos 19 mutilados de por vida). En esas condiciones, Carranza y los demás detenidos confesaron ser los autores y fueron condenados por asesinato. En 1955 fueron liberados por orden de Perón, y entonces tanto Carranza como el resto de los detenidos denunciaron haber confesado bajo tortura, describiendo las circunstancias de la misma con lujo de detalles.
Sin embargo, el historiador y funcionario radical Félix Luna, afirma en su libro Perón y su tiempo que Carranza fue uno de los responsables del atentado terrorista:

¿Dónde estaban entonces los responsables de las bombas? Desde la primavera del año anterior (1952) estallaban artefactos en Buenos Aires cada diez o quince días... ¿Quienes eran los responsables? O para decirlo desde el punto de vista opositor: ¿quienes se estaban jugando contra el régimen? Era un grupo de jóvenes, no más que 15 o 20,... Casi todos eran universitarios, casi todos pertenecían a familias tradicionales o de buena posición económica... Creían que eran antiperonistas porque defendían la libertad, pero en realidad lo eran porque les repugnaba el populismo de Perón. No constituían una organización con estructura fija, ni tenían un jefe: los hermanos Alberto y Ernesto Lanusse y Roque Carranza eran algo así como coordinadores del grupo.

Tras el golpe de Estado nunca volvió a investigarse quienes fueron los integrantes del grupo que colocó las bombas.
En su actividad universitaria Carranza pertenecía desde los años 1950 al Departamento de Matemática de la Facultad de Ciencias Exactas y Naturales de la Universidad de Buenos Aires, junto con científicos como José Babini, Manuel Sadosky, Cora Ratto de Sadosky, Gregorio Klimovsky, y Oscar Varsavsky, entre otros.[cita requerida]

### Secretario de la Conade (1963-1966)
Carranza adhirió a los principios de la economía desarrollista tal como venía siendo desarrollada por la CEPAL y en particular por Raúl Prebisch. Durante el gobierno del presidente Arturo Illia (1963-1966) fue nombrado como secretario técnico del CONADE de Argentina (Consejo Nacional de Desarrollo, 1961-1973, cuerpo creado en el gobierno de Frondizi el 23 de agosto de 1961 por decreto Nº 7290/61), donde se destacó por la elaboración de un Plan Nacional de Desarrollo 1965/1969 que constituyó el primer plan de desarrollo integral del país a mediano plazo, pero no llegó a ser aprobado por el presidente Illia.
Entre otras cosas el Plan establecía un mecanismo de planeamiento democrático, la integración industrial en los sectores más dinámicos y básicos y aún no desarrollados, para superar el desnivel existente entre la producción de bienes finales e intermedios, la diversificación de las exportaciones para atenuar las variaciones de los mercados internacionales, y un plan de infraestructura que fue adoptado espontáneamente por los municipios y las provincias durante muchos años. El Plan de Desarrollo de Carranza ha sido considerado por el radicalismo como uno de los documentos históricos de su pensamiento.
Luego del golpe militar de 1966, que derrocara al Presidente Illia e instaurara una dictadura denominada Revolución Argentina, Carranza fue parte del grupo inicial liderado por Raúl Alfonsín, al que también pertenecían Bernardo Grinspun, Germán López, y Raúl Borrás, entre otros.

### Actividad durante la dictadura
En 1972 ese grupo se asociaría a la Junta Coordinadora Nacional para crear el Movimiento de Renovación y Cambio, dirigido por Alfonsín, como ala progresista de la Unión Cívica Radical, opuesta a la Línea Nacional, dirigida por Ricardo Balbín. Ese mismo año, como convencional nacional de la UCR, fue uno de los redactores de la Plataforma Electoral de 1972, de carácter social demócrata, realizada junto con Sergio Karakachoff, Germán López y Bernardo Grinspun.
Luego del golpe militar del 24 de marzo de 1976 que instauró la dictadura llamada Proceso de Reorganización Nacional, Grinspun se mantuvo políticamente activo a pesar de la prohibición de la política dispuesta por el gobierno militar y fue parte del Comité de Redacción de la revista política Propuesta y Control, dirigida por Alfonsín.
En 1983 fundó el Instituto Argentino de Energía General Mosconi, una organización no gubernamental con el fin de promover una visión desarrollista-cepaliana de la energía y el petróleo.

### Ministro de Obras y Servicios Públicos (1983-1985)
Al retornar la democracia en 1983, el presidente electo Raúl Alfonsín (1983-1989) lo designó como Ministro de Obras y Servicios Públicos, cargo que desempeñó hasta 1985.
Entre los actos de su gestión se destacó la decisión de construir infraestructura para el polo petroquímico en Bahía Blanca.

### Ministro de Defensa (1985-1986)
En 1985 falleció el ministro de Defensa Raúl Borrás, y Roque Carranza fue designado por el presidente Alfonsín para reemplazarlo. Se trataba de un momento particularmente tenso debido a que se estaba tramitando el juicio a las Juntas Militares y en las Fuerzas Armadas existía una fuerte oposición a los juzgamientos por crímenes de lesa humanidad cometidos durante el gobierno militar.
Durante su breve gestión llegó a proponerle a Brasil la construcción conjunta de un submarino nuclear, utilizando la tecnología desarrollada por la empresa estatal argentina INVAP. El proyecto fue descartado en la gestión del Presidente Carlos Menem (1989-1999) pero Brasil dio curso al proyecto y comenzó su desarrollo.

### Fallecimiento
Roque Carranza falleció de un ataque cardíaco, el 8 de febrero de 1986, en una piscina de la repartición militar de Campo de Mayo. Debido a la situación del país y a las circunstancias poco habituales de su muerte, se sospechó la posibilidad de un asesinato, llegándose a realizar la denuncia. Las primeras investigaciones judiciales desestimaron la posibilidad y el caso fue archivado.
A modo de homenaje lleva su nombre la estación del Ferrocarril General Mitre y anteriormente la de la  Línea D del Subte de Buenos Aires (ahora Miguel Abuelo), en Palermo. Originalmente la estación honraría al general Manuel Savio, pero poco después del deceso de Carranza las autoridades de la Ciudad de Buenos Aires cambiaron el nombre; teniendo lugar la inauguración poco más de un año más tarde, en 1987. La imposición de su nombre por decreto y el hecho de que Carranza haya cometido actos terroristas que mataron civiles llevaron al repudio de varios legisladores porteños, contrarios a la medida.